# Valle de Abdalajís
Valle de Abdalajís és un municipi d'Andalusia, a la província de Màlaga.
La situació d'aquesta petita vall entre les terres del Guadalhorce, via de comunicació cap al mar i la ciutat de Màlaga, i les terres d'Antequera, entre l'Alta i la Baixa Andalusia, li converteixen en un pas important al llarg de la història. Una història que encara que va tenir antecedents molt remots, com ho demostren els nombrosos vestigis oposats en la zona, té les seves primeres pàgines notables en l'època iber.

## Turisme i esport
La seva estranya orografia li dota d'immillorables condicions per a la pràctica d'alguns esports de risc: parapent, ala delta, escalada, etc., i uns altres no tan arriscats com el senderisme i els passejos amb bicicleta o a cavall, amb uns paisatges dignes d'admirar. Com diu un eslògan del poble, es tracta de "un lloc per a perdre's". Per estar al peu d'un gran massís rocós, sempre va tenir innombrables deus que regaven una fèrtil vall, que duu el seu nom, encara que en l'actualitat han desaparegut la majoria d'aquestes deus, destrossats per uns túnels per a la línia d'AVE Còrdova-Màlaga que travessen la serra.